# Cinčanje
Cinčanje je nanošenje tanka sloja cinka na površinu metalnih predmeta radi zaštite od korozije. Prevlačenje cinkom najzastupljeniji je postupak zaštite čelika i željeza metalizacijom. Provodi se uranjanjem predmeta u rastaljeni cink (vruće cinčanje), elektrokemijskim postupkom elektroplatiranjem, odnosno galvanostegijom (galvanotehnika), štrcanjem rastaljenog cinka, te difuzijom (šeradiziranjem), pri čem se predmeti u doticaju s cinkovim prahom zagrijavaju.

## Elektroplatiranje cinkom
Elektroplatiranje cinkom je vrsta pocinčavanja koja je prvenstveno važna za zaštitu željeza i čelika od korozije pod utjecajem atmosfere, posebno čeličnih vijaka, traka i žica. Prednost elektroplatiranja cinkom pred drugim postupcima nanošenja cinka je u tome što omogućuje stvaranje zaštitnih slojeva proizvoljne i jednolične debljine, što nije povezano s nastajanjem krtih spojeva željeza i cinka, promjenama oblika izradaka pod utjecajem topline, otpadaka od tvrdog cinka i cinkovog pepela i razvijanjem otrovnih para cinka i njegovih spojeva, i što se pri tome troši manje energije. Nedostaci su što zahtijeva veći prostor za smještaj postrojenja i veća investicijska ulaganja. Galvanotehničko pocinčavanje u novije je vrijeme skoro sasvim istisnulo iz upotrebe skupo i štetno kadmiziranje. 
Zbog toga što, uz snažnu konvekciju, dopuštaju upotrebu većih gustoća struje i time brzu elektrokristalizaciju, za elektroplatiranje cinkom traka i žica upotrebljavaju se kisele kupke, usprkos, u usporedbi s alkaličnim, manje moći raspodjele. Postrojenja za elektroplatiranje cinkom čeličnih traka slična su postrojenjima za galvanotehničku proizvodnju bijelog lima (kositrenje). Zbog manje proizvodnje pocinčanog lima grade se uglavnog manja postrojenja učinka od 15 do 20 metara trake u minuti. 
Pocinčavanje jače profiliranih izradaka, posebno tamo gdje je važan izgled (dekorativni učinak), izvodi se s alkaličnim kupkama u kojima su elektroliti obično cinkati i cijanidi, ne samo zbog toga što im je moć raspodjele veća, nego i zbog toga što se pri tome dobivaju proizvodi većeg sjaja.

## Vruće cinčanje
Vruće cinčanje je postupak kod kojeg se izratci nakon odgovarajuće kemijske pripreme potapaju ili uranjaju u talinu cinka na oko 450 °C (talište cinka je 420 °C), a time se provodi antikorozivna zaštita uglavnom čeličnih dijelova i sklopova. Primjenjuje se već preko 150 godina i jedan je od najviše primjenjivanih oblika zaštite od korozije danas. Razlog je tako raširenoj primjeni u jednostavnosti i isplativosti samog postupka, te dobrim antikorozivnim svojstvima, bez troškova održavanja, tijekom gotovo cijelog životnog vijeka proizvoda. 
Kemijska predobrada sastoji se od nekoliko koraka:
- odmašćivanjem se uklanjaju ostaci ulja i masnoća;
- nagrizanjem ili dekapiranjem se uklanjaju razni oksidi s površine;
- ispiranje;
- fluksiranjem se sprječava korodiranje površine izratka do potapanja u talinu cinka i omogućava kemijsku reakciju čelika i cinka.

### Cinkova prevlaka
Kada čelik dođe u dodir s rastaljenim cinkom, dolazi do kemijske reakcije i stvara se legura željeza i cinka na površini čelika. Prevlaka se sastoji od više slojeva u kojima se udjel željeza u pojedinom sloju smanjuje prema vanjskoj površini:
- na osnovni materijal čelika prvo se stvara legura željeza i cinka s otprilike 10% željeza;
- drugi sloj je legura željeza i cinka s otprilike 6% željeza;
- na vanjskoj površini je završno sloj čistog cinka. Završni sloj može ponekad izostati, te se cijela prevlaka sastoji od legura željeza i cinka. Ovakva prevlaka ima jednaka antikorozivna svojstva poput uobičajene prevlake.

Dođu li dva metala ili legure okružene elektrolitom u dodir, tvore galvanski spoj. Elektrolit može biti voda od kondenzacije ili kiše. Koji će metal u spoju biti anoda, a koji katoda, ovisi o njegovom elektrokemijskom potencijalu. U slučaju cinkove prevlake, na mjestu oštećenja, nastaje korozijska tvorba koja štiti osnovni materijal od daljnjeg napredovanja korozije. Ako se te cinkove soli isperu, materijal i dalje ostaje galvanski zaštićen, jer prevlaka korodira prije osnovnog materijala (galvanska zaštita). To se događa samo kad oštećenje nije preveliko. 
Ako se za zaštitu od korozije koriste naliči ili premazi, osnovni materijal korodira ako nastanu oštećenja. Obujam ili volumen korozijskog spoja je veći od obujma osnovnog materijala što stvara bubrenje, te se nalič odiže od površine osnovnog materijala. Korozija napreduje sve dok se oštećenje ne ukloni. Prevlake od nikla, kroma ili bakra uzrokuju snažnu koroziju na mjestu oštećenja, u usporedbi s korozijom kakvu bi čelik imao da nije u galvanskom dodiru s prevlakom. Ovakva korozija može napredovati kroz cijeli presjek materijala.